# Munsö distrikt
Munsö distrikt är ett distrikt i Ekerö kommun och Stockholms län. 
Distriktet omfattar ön Munsön.

## Tidigare administrativ tillhörighet
Distriktet inrättades 2016 och utgörs av socknen Munsö i Ekerö kommun.
Området motsvarar den omfattning Munsö församling hade vid årsskiftet 1999/2000.